# Суне Бергстрем
Карл Суне Детлоф Бергстрем (швед. Karl Sune Detlof Bergström) (10 січня 1916, Стокгольм, Швеція—15 серпня 2004) — шведський біохімік. З 1975 року Бергстрем входив до ради директорів Нобелівського комітету. Розділив Нобелівську премію з фізіології і медицини 1982 року «за відкриття, що стосуються простагландинів і близьких до них біологічно активних речовин» з Бенгтом Самуельсоном та Джоном Вейном.
У 1947—1958 був професором Університету Лунда, а потім професором медичного факультету Королівського інституту в Стокгольмі (1969—1977 ректор інституту), член багатьох академій наук, у тому числі Шведській королівській академії наук (з 1965), Американської академії мистецтв та наук в Бостоні (з 1965), Національної академії наук у Вашингтоні (з 1973), Німецької академії природодослідників в Галле (з 1977).
Суне Бергстрем проводив дослідження гепарину, утворення і метаболізму жовчних кислот і холестерину та виділення, структуру і діяльність простагландину.
Бергстрем є батьком Сванте Паабо —  шведського біолога, фахівця з еволюційної генетики, лауреата Нобелівської премії з фізіології або медицини 2022 року.